# Rie Fu
Rie fu (リエ フゥ, Rie fū), geboren als Rie Funakoshi (舩越 りえ, Funakoshi Rie ; Tokio, 11 januari 1985) is een Japanse zangeres. Ze zingt zowel Japans als Engels.

## Biografie
Van 1992 tot 1995 woonde Rie in Maryland met haar familie. Tijdens deze periode begon ze met piano spelen, en deed ze veel inspiratie op voor haar muziek van onder andere Sheryl Crow, Michelle Branch en andere popsterren.
Nadat ze in 1995 terugkeerde naar Japan, ging ze in Tokio studeren. In 2003 rondde ze haar studie af. In 2002 leerde ze gitaar spelen en begon vrijwel direct muziek te componeren en op te nemen. Ze stuurde een demo van haar eerste nummers naar een platenmaatschappij en deze bood haar een contract aan. Haar eerste single kwam uit in maart 2004. Later dat jaar werd haar lied "Life is Like a Boat" gekozen tot eindtune van de anime Bleach. Dit leverde haar grote bekendheid op. In 2005 werd haar nummer I Wanna Go To A Place... gebruikt voor Gundam Seed Destiny. In 2006 diende haar nummer Until I Say als muziek voor de Japanse versie van de film Heidi. 
Veel van haar nummers kennen zowel een Engelstalige als Japanse versie.

## Discografie

### Singles
- Rie who!? (2004-03-24)
- Life is Like a Boat (2004-09-23) (gebruikt in de anime Bleach voor de eerste aftiteling)
- I Wanna Go To A Place... (2005-04-27) (gebruikt in de anime Gundam SEED Destiny als aftiteling)
- ねがいごと (Negaigoto) (2005-08-31)
- Tiny Tiny Melody (2006-03-08)
- Until I Say (2006-07-19)
- ツキアカリ (Tsukiakari) (2007-05-23) (gebruikt in de anime Darker than Black voor de eerste aftiteling)
- 5000 Miles (2007-09-05)
- あなたがここにいる理由 (Anata ga Koko ni Iru Riyuu) (2007-10-24) (gebruikt in de anime D.Gray-man als vijfde aftiteling)
- Home (2008-01-23) (gebruikt als theme song voor de film Koneko no Namida (子猫の涙, Koneko no Namida?))
- Romantic (2008-11-12)

### Album
- Rie fu (2005-01-19)
- Rose Album (2006-03-24)
- Tobira Album (2007-11-21)
- Who is Rie fu? (2008-03-03)
- Urban Romantic (2009)
- I (2014)
- O (2016)
- PORTRAITS (2017)
- PLACES (2019)